# Orkney (Südafrika)
Orkney [ˈɔːknɪ] ist eine Stadt in der südafrikanischen Provinz Nordwest. Sie liegt in der Gemeinde City of Matlosana im Distrikt Dr Kenneth Kaunda.

## Geographie
Orkney hat 13.435 Einwohner (Volkszählung 2011). Nordwestlich des Zentrums liegt die Townshipsiedlung Kanana.
Orkney liegt an der Grenze zur Provinz Freistaat 1301 Meter über dem Meeresspiegel. Die Grenze verläuft südlich der Stadt und wird hier durch den Vaal gebildet. Die größere Stadt Klerksdorp liegt nur wenige Kilometer nördlich. Der Großraum um Klerksdorp und Orkney hat über 350.000 Einwohner und bildet das industrielle Zentrum der Nordwest-Provinz.

## Geschichte
In den 1880er Jahren wurde im Gebiet des heutigen Orkney Gold gefunden. Einer der Pioniere war Simon Fraser, der auf Orkney im Norden Schottlands geboren worden war und dem Gebiet den Namen gab. 1940 wurde die Stadt Orkney auf dem Gebiet der Farm Witkoppen gegründet. Die Stadt wurde von einem Schotten mit dem Nachnamen Machonachie geplant. Er benannte alle Straßen nach britischen Schriftstellern. Inmitten einer afrikaanssprachigen, vom Afrikanerdom geprägten Umgebung war dies ungewöhnlich. In den 1960er Jahren wurden einige der Straßen im Sinne der Buren umbenannt.
1991 wurden im Fußballstadion Nicky Oppenheimer Stadium bei einem Freundschaftsspiel 42 Menschen zu Tode getrampelt. Es war das zweitschwerste Unglück im südafrikanischen Sport. Zur Fußball-Weltmeisterschaft 2010 wurde das Stadion auf 40.000 Plätze ausgebaut, dann aber doch nicht als Spielort ausgewählt.
2005 und 2014 erschütterten zwei Erdbeben mit Stärken von 5,3 und 5,5 die Region um Orkney.

## Wirtschaft und Verkehr
Um Orkney, zu beiden Seiten des Vaal, wird weiterhin Gold gefördert, etwa in der Vaal Reef Gold Mine, eines der größten Goldbergwerke Südafrikas. Die Ground Nut Factory in Orkney ist die größte Erdnussfabrik der südlichen Hemisphäre.
Die Nationalstraße N12, die von Johannesburg nach Kapstadt führt, verläuft durch Klerksdorp. Dorthin führt von Orkney die Straße R30, die im weiteren Verlauf Bloemfontein im Süden und Rustenburg im Norden verbindet.
Orkney ist ein Bahnknotenpunkt. Von hier führen Strecken nach Klerksdorp und weiter Richtung Johannesburg, Richtung Kimberley–Kapstadt und nach Kroonstad an der Strecke Johannesburg–Bloemfontein. Orkney wird in jeder Richtung einmal täglich von Personenzügen der Relation Johannesburg–Kapstadt passiert, die in Klerksdorp halten. Orkney verfügt über umfangreiche Bahnanlagen zur Abwicklung des Güterverkehrs.
Lokaler Flugverkehr ist über den Orkney Airport möglich.

## Sonstiges
Orkney war Ende der 1980er und Anfang der 1990er Jahre Schauplatz der afrikaanssprachigen Sitcom-Serie mit dem sich reimenden Titel Orkney snork nie, deutsch: „Orkney schnarcht nicht“. Der Titel bezog sich auf die angebliche „Verschnarchtheit“ des Ortes, die schon zuvor in dem Wortspiel Ook nie dorp nie, ook nie plaas nie behauptet wurde, deutsch: „Weder Stadt noch Farm“, wobei ook nie wie Orkney klingt. Das größere Freizeitangebot findet sich tatsächlich in Klerksdorp.